# Wendenschloß

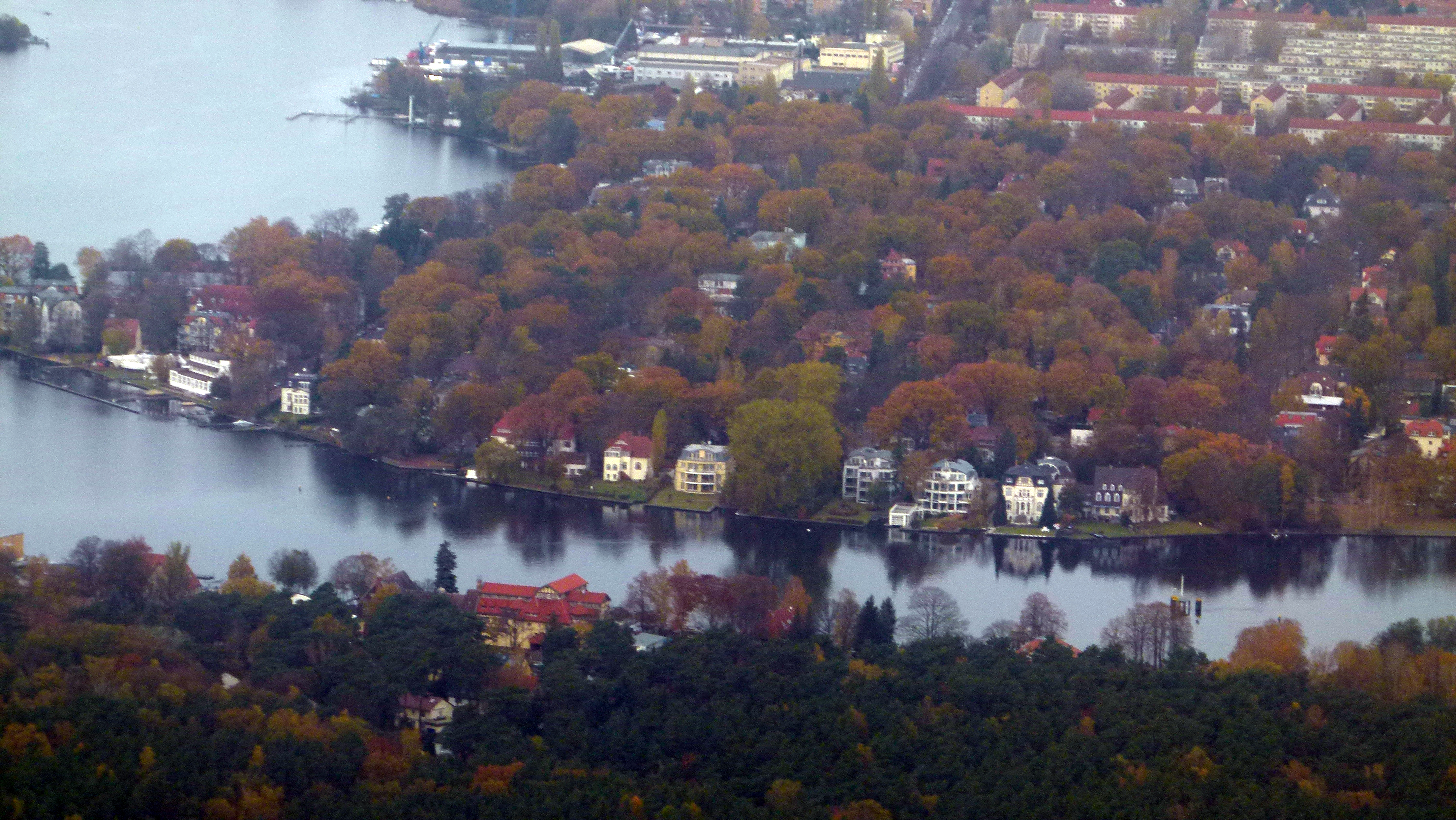
Blick auf Wendenschloß an der Dahme vom Flugzeug aus

Wendenschloß ist eine Ortslage des Berliner Ortsteils Köpenick im Bezirk Treptow-Köpenick. Das Gebiet ist umgeben vom Langen See im Westen und Süden, den Müggelbergen im Osten und der Altstadt Köpenick, der Siedlung Kietz und Kietzer Feld sowie den Neubaugebieten der Müggelheimer Straße und dem Salvador-Allende-Viertel I im Norden.

## Geschichte
Der eigentliche historische Teil und Ursprung der Ortslage Wendenschloß umfasst nur die Villenkolonie, die nach Norden durch den Lienhardweg (bis 1939: Eichhornstraße) begrenzt ist und am Ende des 19. Jahrhunderts entstand. Vorausgegangen war 1890 die Einrichtung einer Fähre von Grünau über den Langen See (heute noch als BVG-Fährlinie F12 betrieben) sowie später der Bau der Straßenbahn zum Schloßplatz Cöpenick durch die Städtische Straßenbahn Cöpenick im Jahr 1903. Seit der Verlängerung der Bahn nach Mahlsdorf 1907 ist die heutige Linie 62 die am längsten bestehende Straßenbahnstrecke Berlins, deren Linienführung gleich geblieben ist.

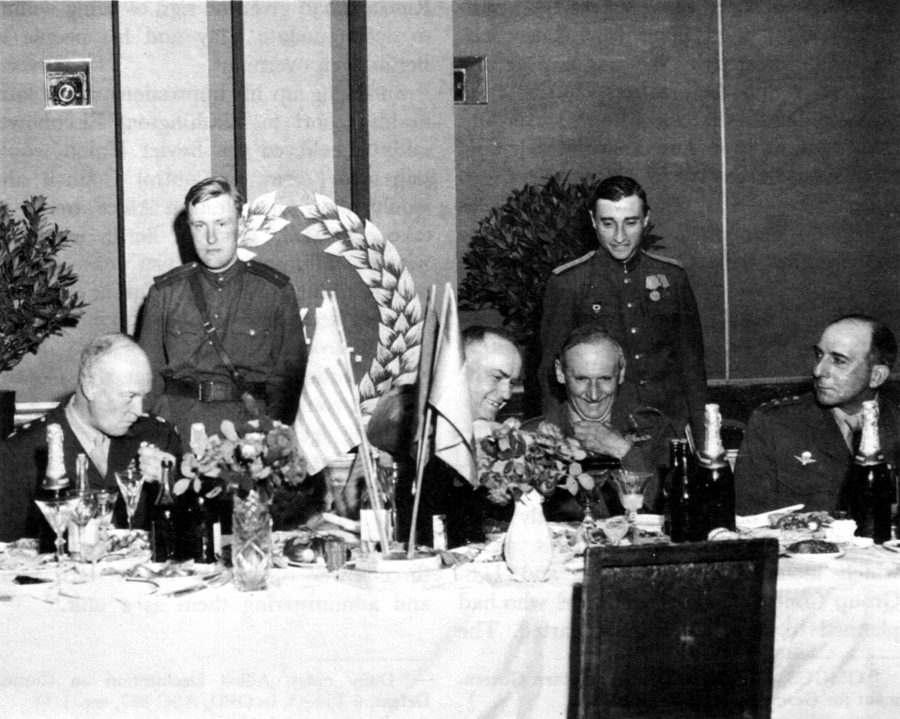
Marschall Schukow, General Eisenhower, Feldmarschall Montgomery und General de Lattre de Tassigny in der Gaststätte „Wendenschloß“

In der Niebergallstraße 20 fand am 5. Juni 1945 die Unterzeichnung der Berliner Erklärung durch die Oberbefehlshaber der alliierten Besatzungsmächte Marschall Schukow, General Eisenhower, Feldmarschall Montgomery und General de Lattre de Tassigny statt, woran heute noch eine Gedenktafel erinnert. Das Gebäude, die später auf den Namen „Freundschaft“ umgetaufte Gaststätte Wendenschloß, wurde unter Denkmalschutz gestellt. Nach der deutschen Wiedervereinigung wurde es von der Treuhandanstalt meistbietend an einen Bauunternehmer verkauft, der es abreißen ließ.

## Name
Der frühere Name des Gebiets war Eichhorn, das 1516 laut einer im Codex diplomaticus Brandenburgensis enthaltenen Urkunde als Im Eichhorn erstmals erwähnt wurde. Ende der 1880er Jahre wurde auf dem Gelände von dem Fährmann Wöse das Gasthaus Wendenschloß oder Wendenschlößchen errichtet. Der Name des Lokals wurde auf die entstehende Villenkolonie übertragen und 1905 durch Beschluss des Magistrats zu Cöpenick amtlich. Für den brandenburgischen Namenforscher Gerhard Schlimpert steht fest, dass sich der Name auf die slawische Vergangenheit des Köpenicker Gebiets, auf die Wenden, bezieht. Zwar war Köpenick vor der deutschen Ostsiedlung von den Sprewanen bewohnt, doch wurden zur Zeit der Namengebung viele westslawische Gruppen unter dem Namen Wenden subsumiert. Zudem lag das Gasthaus am Langen See, einem typischen Rinnensee, der von der Dahme durchflossen wird. Die Dahme wurde – auch im Köpenicker Abschnitt – nach den Wenden vielfach als „Wendische Spree“ bezeichnet, beispielsweise in den damals viel gelesenen Wanderungen durch die Mark Brandenburg von Theodor Fontane. Dieser Namendeutung folgt auch Reinhard E. Fischer im Ortsnamenbuch Brandenburg und Berlin.

## Gegenwart
Wendenschloß verfügt heute über ein großes Angebot an Sportvereinen, die sich aufgrund der guten Bedingungen vorwiegend auf den Wassersport konzentrieren. Darüber hinaus befinden sich hier das Strandbad Wendenschloß sowie zahlreiche Badestellen am Langen See, die im Sommer als Ausflugsziele für die Berliner Bevölkerung dienen. Waldgaststätten wie der Schmetterlingshorst bilden weitere Anlaufpunkte für Ausflügler. In der erwähnten Niebergallstraße, Hausnummer 28, findet sich ein Exemplar einer Blutbuche (Fagus sylvatica f. purpurea), die als Naturdenkmal gelistet ist.

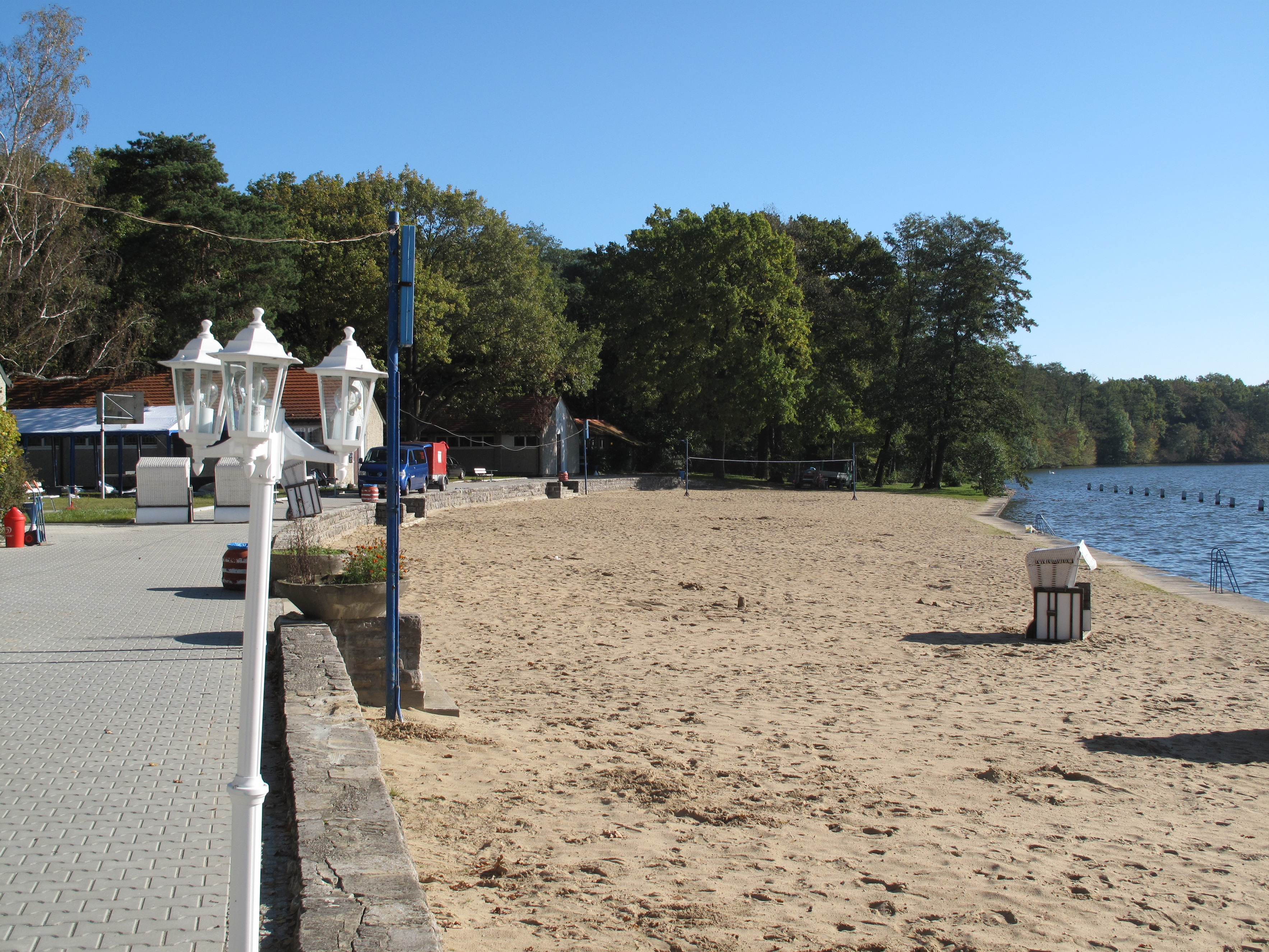
Strandbad Wendenschloß
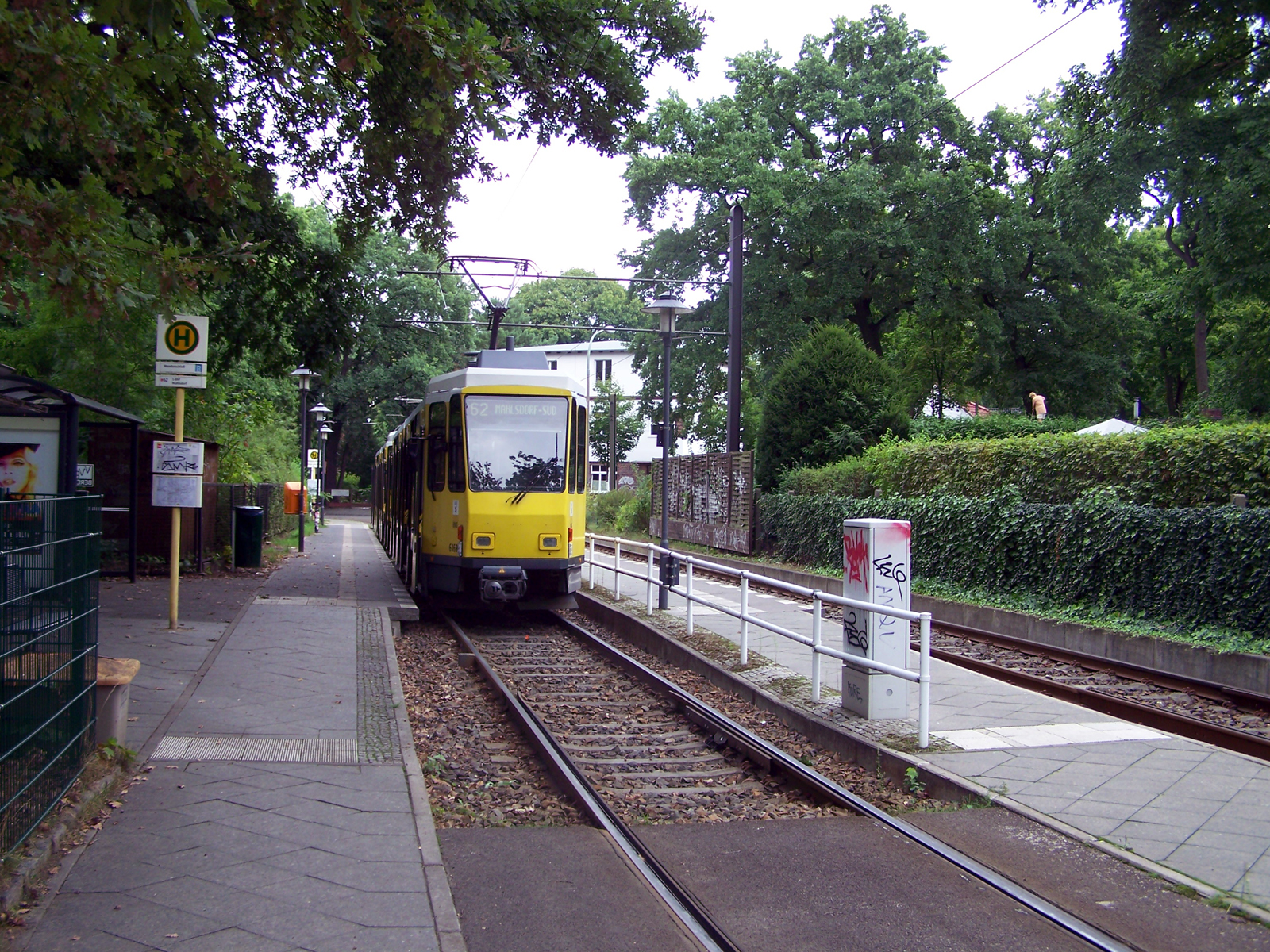
Endhaltestelle Wendenschloß der Straßenbahnlinie 62
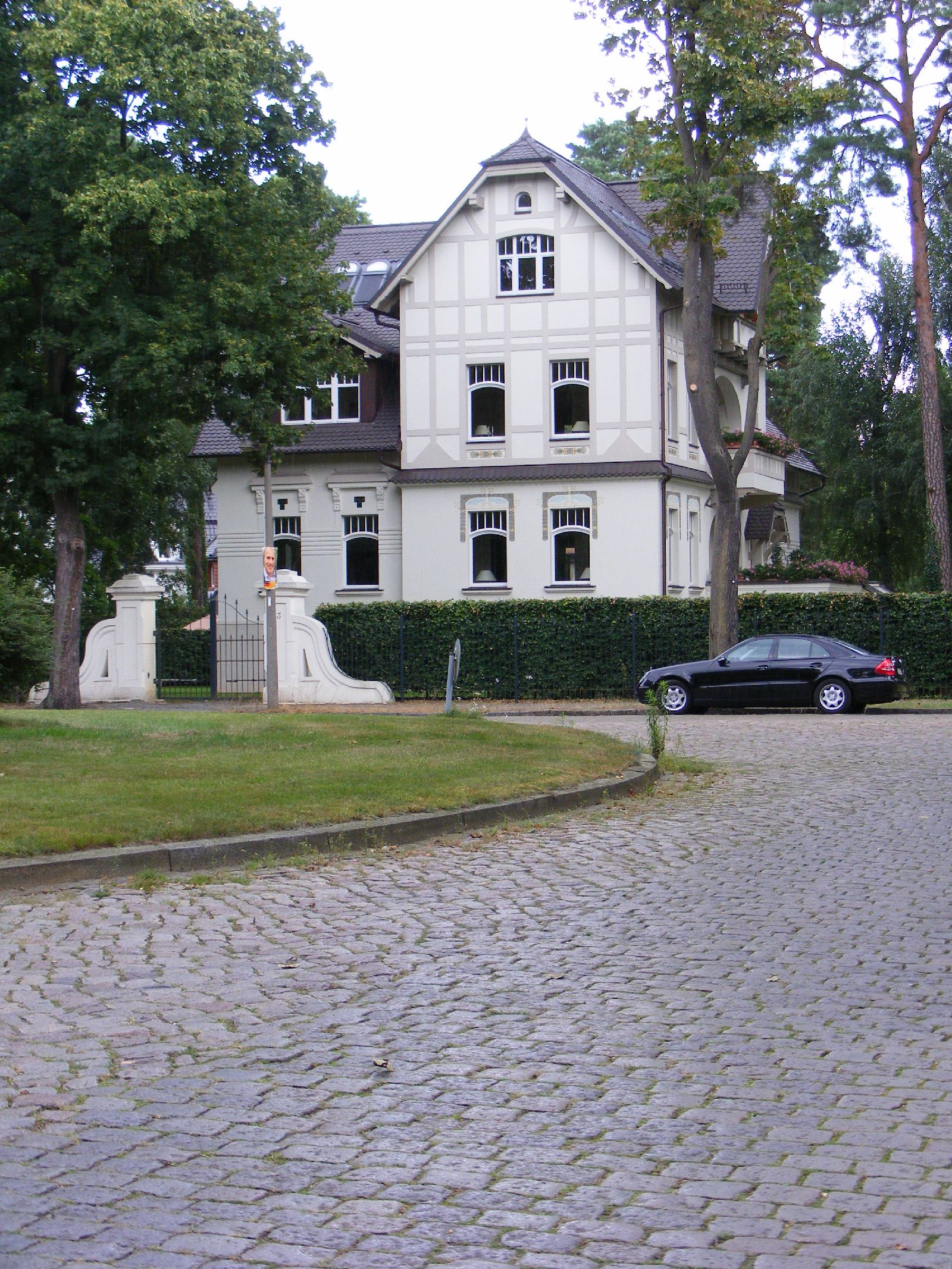
Haus in Wendenschloß

## Prominente Bewohner
- Claus Peymann, Intendant des Berliner Ensembles
- Stefan Mücke, Automobilrennfahrer
- Rosa Thälmann, Ehefrau Ernst Thälmanns, lebte bis 1962 in Wendenschloß
- Werner Sylten, evangelischer Theologe und Gegner des NS-Regimes
- Gustav Hertz, Nobelpreisträger und Kernphysiker, lebte bis 1975 in Wendenschloß
- Bruno Beater, Generaloberst, Stellv. Minister für Staatssicherheit, lebte bis 1982 in Wendenschloß
- Robert Rompe, Physiker (Plasmaphysik)
- Armin Mueller-Stahl, Schauspieler, lebte in Wendenschloß von 1952 bis 1980
- Hans Jacobus, Journalist in der DDR
- Gerd Natschinski, Komponist in der DDR